# Aram Tîgran
Aram Melikian, más conocido como Aram Tîgran (Qamishli, Siria, 5 de enero de 1934-Atenas, Grecia, 8 de agosto de 2009) fue un cantante sirio de cultura armenia y kurda. Es uno de los mayores representantes contemporáneos de la música en lengua kurda, que fue la que utilizó preferentemente en sus canciones.
Aram Tîgran nació en Qamishli, localidad del Kurdistán sirio, en el seno de una familia superviviente del genocidio armenio procedente de Diyarbakir (Turquía). De pequeño se inició en el mundo de la música y aprendió a tocar el laúd, y a la edad de 20 años ya cantaba en tres lenguas: árabe, kurdo y armenio, entre otras. A lo largo de su vida grabó 230 canciones en kurdo kurmanci, 150 en árabe, 10 en siríaco, 8 en griego y 7 en zazaki.
Tîgran murió en Atenas en agosto de 2009. Quiso ser enterrado en Diyarbakir, pero las autoridades turcas lo impidieron debido a la cercanía política del cantante con los postulados del ilegal Partido de los Trabajadores de Kurdistán.

## Discografía
Álbumes
1. Çîyayê Gebarê, Aydın Müzik, 2004.
2. Zîlan, Aydın Müzik, 2004.
3. Serxwebûn Xweş E, Aydın Müzik, 2004.
4. Kurdistan, Aydın Müzik, 2004
5. Xazî Dîsa Zarbûma
6. Rabin
7. Evîna Feqiyê Teyran
8. Keçê Dinê
9. Ey Welato Em Heliyan
10. Ay dilberê
11. Daye min berde
12. Diyarbekira serin
13. Aydil
14. Em hatin
15. Heval Ferat